# Franz Jacob
Franz Jacob (Amburgo, 9 agosto 1906 – Brandeburgo sulla Havel, 18 settembre 1944) è stato un politico tedesco, attivista comunista e combattente nella resistenza antinazista.

## Biografia
Nacque ad Amburgo in una famiglia di operai. Sua madre, Marie Pgetz, esercitava la professione di cameriera e suo padre, August Moser, era impiegato come domestico e morì prematuramente. La famiglia visse con il nonno, membro attivo del Partito Socialdemocratico di Germania (SPD), fino al 1917, quando la madre si risposò con Gustav Jacob e adottò Franz. Jacob frequentò solo un anno scolastico. Apprese il mestiere di macchinista sui moli di Amburgo e si iscrisse al sindacato dei metalmeccanici, dove fu eletto rappresentante degli apprendisti. La prima guerra mondiale e la difficile situazione economica della Germania spinsero Jacob ad aderire al ramo giovanile del Partito Socialdemocratico di Germania nel 1920, all'età di 15 anni. L'anno successivo aderì allo SPD. Nel 1925 lasciò la SPD per il gruppo giovanile del Partito Comunista di Germania (KPD), nonostante le obiezioni della famiglia.
Si unì alla Rote Hilfe e al Roter Frontkämpferbund (RFB). La sua attività nel gruppo della Gioventù Comunista lo portò ad essere eletto responsabile dell'organizzazione. Nel 1928 entrò a far parte dello stesso KPD e gli fu permesso di partecipare come delegato al 5° Congresso Internazionale della Gioventù Comunista e al 6° Congresso Mondiale dell'Internazionale Comunista, entrambi tenuti a Mosca. In seguito, Jacob perse il suo lavoro presso l'Ufficio Telegrafico di Amburgo e trovò lavoro presso la Reiherstieg Schiffswerfte & Maschinenfabrik, ma fu licenziato senza preavviso dopo aver indetto un breve sciopero.
A partire dal 1929, Jacob iniziò a collaborare come corrispondente per le pubblicazioni del KPD di Amburgo e dello Schleswig-Holstein, l'Hamburger Volkszeitung e il Norddeutsche Echo. Per un breve periodo si recò a Kiel per contribuire alla creazione di una nuova organizzazione antifascista in sostituzione della RFB, dichiarata illegale. Nel 1931 assunse la carica di segretario per l'agitazione e la propaganda per il distretto portuale di Amburgo del KPD, dedicandosi principalmente all'attività per il partito. I suoi volantini contribuirono a far conoscere il suo nome e nell'aprile 1932, all'età di 26 anni, fu eletto nel Parlamento di Amburgo.

### Carriera

#### Gli anni ad Amburgo
Le elezioni del marzo 1933 sancirono l'ascesa al potere dei nazionalsocialisti, sia a livello statale che nazionale. Il 27 febbraio 1933, sei giorni prima delle elezioni, il Reichstag fu incendiato, evento strumentalmente attribuito ai comunisti. Con i nazisti insediati nel governo, Adolf Hitler fu in grado di far approvare il decreto dell'incendio del Reichstag, poi convertito in legge dal presidente Paul von Hindenburg. Il decreto revocò le libertà civili e consentì ai nazisti di arrestare chiunque fosse ritenuto un oppositore. Questa misura divenne innanzitutto un'azione repressiva nei confronti del KPD, ma di fatto mise fuori legge tutti i partiti politici attivi in Germania, tranne il NSDAP. Il decreto dei pieni poteri del 27 marzo 1933 consolidò il loro potere e la loro autorità. Alla fine di aprile 1933, i nazisti avevano arrestato circa 18 000 comunisti, 12 000 membri della SPD e altri oppositori, riempiendo i campi di concentramento. Nel giugno 1933, più della metà dei leader distrettuali del KPD erano in carcere e centinaia di oppositori nazisti erano stati uccisi. Molti si diedero alla clandestinità, tra cui Franz Jacob.
Un anno dopo, a metà agosto 1933, fu arrestato a Berlino dai nazisti e incarcerato. Durante la detenzione, fu sottoposto a torture nelle prigioni della Gestapo, la Columbia-Haus a Berlino e la KolaFu ad Amburgo. Nel 1934 fu condannato a tre anni di lavori forzati in una Zuchthaus per "preparazione a commettere alto tradimento". Dopo aver scontato la pena, fu inviato al campo di concentramento di Sachsenhausen per tre anni di detenzione preventiva, dove rimase fino al 1940.
Dopo il rilascio, si recò immediatamente ad Amburgo, dove trovò lavoro in un cantiere navale e riprese i contatti con gli amici Bernhard Bästlein e Robert Abshagen. Con loro formò il gruppo di resistenza comunista, meglio noto come Gruppo Bästlein-Jacob-Abshagen. Anche in questo caso si occupò di agitazione e propaganda, producendo volantini e altre pubblicazioni. Iniziò anche a creare un archivio per il gruppo, che nascose con l'aiuto dell'amico Otto Gröllmann, scenografo al Thalia Theater di Amburgo, e andato perduto.

#### Gli anni a Berlino
Dopo l'ondata di arresti ad Amburgo nell'ottobre 1942, che coinvolse anche Bästlein e Abshagen, Jacob fuggì e si recò a Berlino, dove continuò la sua attività clandestina. Nel 1943 costituì un altro gruppo di resistenza, questa volta con Anton Saefkow. Bästlein riuscì a fuggire dal carcere durante un bombardamento nel 1944 e incontrò casualmente Jacob, unendosi a loro per formare l'Organizzazione Saefkow-Jacob-Bästlein, denominata anche "Direzione operativa del Partito Comunista in Germania". Questo nuovo gruppo rappresentò uno dei più grandi gruppi di resistenza in Germania. Il loro impegno principale consisteva nella diffusione di informazioni ottenute dai giornali stranieri e dalle trasmissioni radiofoniche da Mosca.
Organizzarono anche il Bewegung Freies Deutschland (Movimento per la Germania Libera) per coinvolgere trasversalmente gli operai nelle fabbriche, i militari, i militanti nei partiti di opposizione, arrivando a contare diverse centinaia di persone. Nella sua pubblicazione Am Beginn der letzten Phase des Krieges ("All'inizio dell'ultima fase della guerra"), Jacob sostenne che per porre fine alla guerra e rovesciare la dittatura, i comunisti avrebbero dovuto concentrare i loro sforzi "nello sviluppo di un ampio fronte nazionale composto da tutti i gruppi che si oppongono al fascismo".
Jacob visse in clandestinità a Berlino per quasi due anni, spostandosi frequentemente (circa 30 volte in 18 mesi) e mantenendo un comportamento molto silenzioso durante il giorno per non essere scoperto. La clandestinità lo costrinse anche a stare lontano dai bombardamenti e a non cercare rifugio nei bunker.
Nell'aprile 1944, i socialdemocratici Adolf Reichwein e Julius Leber, membri del Circolo di Kreisau, presero contatto con Saefkow e Jacob per discutere la partecipazione nella loro organizzazione comunista per il complotto del 20 luglio per l'assassinio di Adolf Hitler. Ciò avvenne con la conoscenza e l'accordo di Claus von Stauffenberg: ci fu un incontro con Reichwein e Leber il 22 giugno 1944 nell'appartamento del dottor Rudolf Schmid. Successivamente, Jacob e Leber, che si erano conosciuti a Sachsenhausen e avevano instaurato un buon rapporto di fiducia reciproca, si incontrarono nuovamente. Secondo lo storico Peter Steinbach, erano consapevoli che questa resistenza militare era uno sforzo senza un'ampia base di sostegno e che i leader dello SPD e del KPD, così come i sindacati, possedevano i contatti necessari per trasformarla in un atto di resistenza con un sostegno più solido.
Il 4 luglio 1944 fu programmato un ulteriore incontro per discutere di misure concrete. Tuttavia, furono denunciati da un informatore e, all'arrivo di Jacob, Saefkow e Reichwein sul luogo stabilito, la Gestapo li arrestò tutti. Leber fu arrestato pochi giorni dopo. Jacob fu condannato a morte dal Volksgerichthof il 5 settembre 1944 e giustiziato il 18 settembre 1944, nella prigione di Brandeburgo-Görden, insieme a Saefkow e Bästlein.

## Vita privata

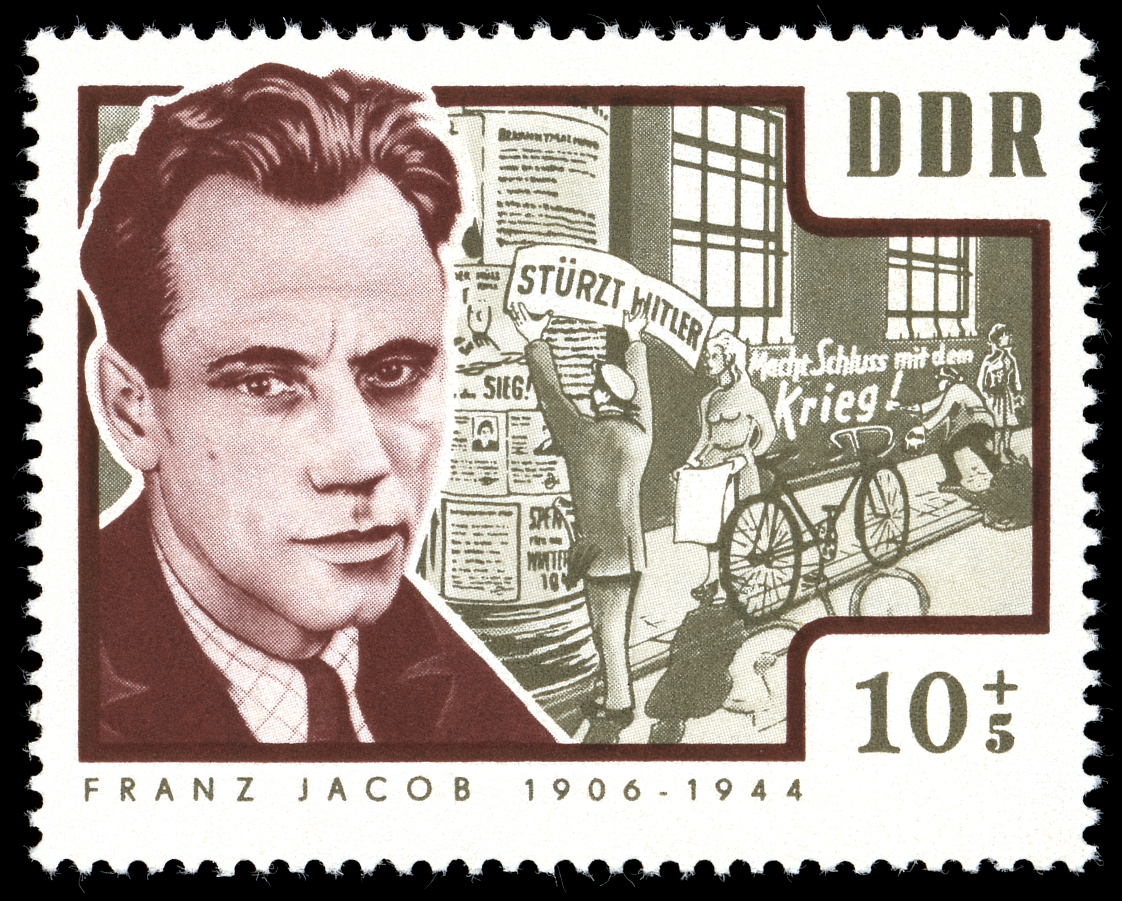
Francobollo commemorativo della DDR emesso nel 1964.

Jacob conobbe Katharina Hochmuth (nata Emmermann) nella Lega dei Giovani Comunisti e la sposò. Si trasferì a vivere con lei e la figlia Ursel. Anche Katharina era politicamente attiva, era già stata più volte nei campi di concentramento e aveva scontato un anno di prigione. Aiutò Jacob nella raccolta di informazioni per i suoi volantini, che venivano trasportati a Berlino dal corriere Charlotte Groß.
Dopo che Jacob fu costretto a fuggire a Berlino nell'ottobre 1942, fu Charlotte Groß a portargli la notizia della nascita della figlia Ilse, avvenuta il 9 novembre 1942. Jacob vide la figlia solo una volta, in occasione di un viaggio di Katharina e dei suoi figli, durante il ritorno a casa trascorse segretamente una notte a Berlino.
La moglie di Jacob sopravvisse alla guerra e si impegnò attivamente nell'Associazione dei Perseguitati del Regime Nazista. Anni dopo, le fu chiesto se la sua lotta contro Adolf Hitler fosse valsa la pena.
(Katharina Jacob)
La storica e scrittrice Ursel Hochmuth, figlia di Katharina e figliastra di Franz Jacob, ha condotto ricerche sulla Resistenza tedesca per decenni e ha scritto diversi libri sull'argomento.

## Memoria
Nel 1975 il quartiere Lichtenberg di Berlino ha dedicato una strada a Franz Jacob. Anche la città di Rostock ha intitolato una strada a Jacob. Ad Amburgo è stata posta una stolperstein in Jarrestraße 21 in sua memoria, luogo dove visse con la moglie e la famiglia.

## Approfondimenti
- Ursula Puls, Die Bästlein-Jacob-Abshagen-Gruppe, Berlino, Dietz, 1959.
- Ursel Hochmuth, Widerstandsorganisation Bästlein-Jacob-Abshagen in Streiflichter aus dem Hamburger Widerstand 1933 - 1945, Frankfurt a. M., 1969.
- Frank Müller, Mitglieder der Bürgerschaft. Opfer totalitärer Verfolgung, vol. 2, Amburgo, 1995,  pp. 47–50.
- (DE) German Resistance Memorial Center, su gdw-berlin.de. URL consultato il 22 marzo 2010.